# Sainte-Colombe, Hautes-Alpes

Saint-Sauveur este o comună în departamentul Hautes-Alpes, Franța. În 1 ianuarie 2022 avea o populație de 63 de locuitori.